# Operation Mincemeat (musical)
Operation Mincemeat és una comèdia musical amb llibret, música i lletres de David Cumming, Felix Hagan, Natasha Hodgson i Zoë Roberts (coneguda com el grup de comèdia musical SpitLip) . La trama es basa en l'Operació Mincemeat, una operació d'engany britànic de la Segona Guerra Mundial. L'espectacle va rebre sis nominacions als premis Laurence Olivier , guanyant-ne dues al millor musical nou i al millor actor secundari en un musical per a Jak Malone.

## Fons
La base del musical és l'Operació Carn Picada, l'operació d'engany britànica de 1943 per dissimular la invasió aliada de Sicília, durant la Segona Guerra Mundial.

## Sinopsi

### Acte I
El 1943, l'oficial d'intel·ligència naval Ewen Montagu dóna la benvinguda al públic al MI5, on l'"elit" de l'exèrcit britànic contribueix a l' esforç de la Segona Guerra Mundial ("Born to Lead"). El coronel Johnny Bevan informa als seus subordinats que el govern britànic requereix una estratègia per convèncer els nazis que les Forces Aliades planegen envair Sardenya més que el seu objectiu real (i més evident), Sicília; diversos oficials, inclosos Montagu i Ian Fleming, presenten les seves idees, però malgrat la seva convicció de la seva pròpia brillantor ("God That's Brilliant"), Bevan els descarta a tots com a poc creatius i mal planificats. Enfadat després del seu rebuig, Montagu es troba amb l'oficial de la Força Aèria i "naturalista aficionat" Charles Cholmondeley, que ha formulat una estratègia anomenada "Operació Carn picada", però està convençut de la seva inutilitat després de ser assetjat fora de línia per Montagu i els seus col·legues ("Dead in the Water"). Montagu llegeix el seu pla i, tot i declarar-lo "demencial", reconeix el seu potencial i convenç a Charles que haurien d'unir-se per llançar Mincemeat a Bevan, assenyalant el seu propi "estil natural per a la presentació" ("Dead in the Water (Reprise)").
Mentrestant, la secretària Hester Leggatt dóna la benvinguda a la nova secretaria Jean Leslie al seu equip, que menysprea el paper típicament marginat de les dones a l'MI5 i somia amb classificar-se al costat dels oficials masculins ("All the Ladies"). Encara que Jean intenta aturar-los mentre porta el te a Bevan, Montagu i Charles arriben a l'últim moment per llançar Carn Picada. Després que Charles s'arrossega la seva presentació, Montagu reconeix els valuosos intents de Jean d'ajudar i la convoca per explicar el pla: l'MI5 obtindrà un cadàver masculí, el vestirà de soldat britànic, hi plantarà documents que "revelen" els plans aliats per envair Sardenya. i col·locar-lo on els nazis el descobriran i utilitzaran els documents com a causa per moure les seves tropes des de Sicília ("The Pitch"). Bevan és molt escèptic, però admet que és l'única idea decent que ha escoltat i permet que l'operació continuï, amb Jean i Hester reclutats oficialment com a suport, però encobertament assigna a Hester perquè investigui Montagu, que es creu que està en contacte amb el seu germà Ivor, un cineasta que se sospita que és un espia del govern rus.
Junts, Montagu, Charles, Jean i Hester creen un fals major dels Royal Marines, "Bill Martin"; per assegurar-se que la seva identitat sigui "creïble", Hester falsifica nombrosos documents d'identificació, els rebuts de Montagu i Jean d'origen per a una setmana d'oci a Londres (en tenir literalment una setmana d'oci a Londres), i Charles compra un anell de compromís perquè el rebut es pugui en la persona de Bill, juntament amb una fotografia de Jean fent-se passar per la promesa imaginada de Bill ("Making a Man"). Charles s'adona que Montagu de tant en tant "permet" fitxers importants, però suprimeix les seves preocupacions. Un cadàver, el d'un nòmada sense nom que va ingerir verí per a rates, s'obté amb l'ajuda del conegut moralment dubtós de Montagu, Bernard Spilsbury ("Spilsbury"); l'equip està preocupat per utilitzar-lo sense el coneixement i el consentiment de cap familiar, i molt menys saber el seu nom real, però Montagu és inflexible que és millor que el cadàver sigui un "ningú". En Bevan no li impressiona l'extrem de despeses de l'equip, però admet que la seva creació és creïble. Quan l'operació es prepara per començar, declara que Bill hauria de portar una carta de la seva promesa; després de rebutjar els esforços qüestionables de Charles i Jean per escriure'n un ("Love is a Bird"), Hester relata indirectament la seva pròpia història de l'amant que va perdre durant la Primera Guerra Mundial, i accepta la petició de Jean profundament emocionada que escrigués ella mateixa la carta ("Dear Bill").
Aquella nit, Montagu i Charles arriben a Escòcia per carregar el cadàver de "Bill" al submarí HMS Seraph; se li diu a la seva tripulació que el recipient segellat conté equipament meteorològic ("Sail On, Boys"). Charles està profundament insegur sobre el resultat de l'operació, però és induït per Montagu perquè celebri la seva finalització, i després assisteix a una breu reunió entre aquest i Ivor ("Just For Tonight"); mentrestant, després de suportar els atacs enemics, la tripulació del Seraph està nerviosa pel contingut del recipient però segueix les seves ordres, posant a Bill al mar més enllà de la costa espanyola abans d'agrair-li el seu servei.

### Acte II
L'exèrcit alemany presenta una mostra del seu aparent domini ("Das Übermensch"). Després de recriminar a l'audiència per "apreciar" l'enemic, Bevan relata la progressió de Mincemeat i revela que ha sorgit un problema ("Bevan's Update"). L'equip espera notícies del vicecònsol Francis Haselden a Huelva , però està consternat en saber que la víctima d'un accident d'avió que truca per informar és un soldat nord-americà viu, també anomenat William; temen que la història de Bill sigui menys creïble. Moments després, s'assabenten que Bill també ha estat recuperat, i li donen instruccions a Haselden que s'asseguri que les autoritats espanyoles poblades pels nazis s'apoderin del maletí que contenen els plans falsos, enmig de la notícia que aquests últims són realment sospitosos i han ordenat una autòpsia ("The Ballad of Willie Watkins").
Mentrestant, Bevan truca a l'equip a la seva oficina per revelar que el problema original era completament diferent: la metodologia de Spilsbury és defectuosa i no s'hauria d'haver confiat amb l'operació ("Spilsbury Reprise"). Montagu insisteix que Carn Picada funciona sense problemes malgrat els contratemps, però Bevan ordena l'avortament immediat de tots els plans ("I Call Abort"); tanmateix, això no arriba a Haselden, que s'assegura amb diligència que l'autòpsia sigui ràpida i que el maletí arribi a les autoritats ("Haselden's Got a Good Feeling"). Charles i Jean intenten seguir treballant a través de les crisis, però Montagu creu que no poden fer més i simplement vol gaudir; li fa mal que Jean li recordi que les seves excursions a Londres eren només per a l'operació. Després d'una reprimenda animada per part de Bevan per la seva indiferència i la manca d'obtenció del consentiment per a l'ús del cos de Bill, Montagu descarta totalment el paper de Jean a Carn Picada i li ordena que torni al seu paper com a dependenta i assistent. Furiosa i humiliada, Jean confessa a Hester que s'havia imaginat la veneració que rebrien si l'operació era un èxit; Hester la convenç suaument que no tots els que treballen per una causa seran reconeguts, però això no els fa menys valuosos, ja sigui que estiguin encapçalant una operació o fent te, i Jean li agraeix que l'hagi ajudat a "créixer" ("Useful"). Hester s'inspira per revelar la sospita sobre el germà de Montagu, i Jean accepta empassar-se el seu orgull i investigar.
Charles torna a atrapar a Montagu amagant fitxers, i després que Montagu descrigui tàctiques per aconseguir que la gent confiï en ell, Charles també comença a investigar-lo; Mentrestant, Haselden rep l'ordre de deixar insinuar que els britànics volen desesperadament el maletí de Bill, Hester es preocupa pel nombre creixent de documents que falten, i Bevan intenta mantenir els plans per a la invasió siciliana ("Act as If"). Finalment, Montagu descobreix Charles, Jean i Hester passant per les seves possessions; malgrat les seves protestes, llegeixen els seus fitxers i s'assabenten que en realitat està escrivint un guió de pel·lícula sobre Mincemeat que es representa a si mateix com un heroi; secretava arxius per poder-los arxivar per a ús personal, tenint cura de no deixar-los a les mans equivocades, i parlava amb Ivor, un cineasta, per opinar sobre un esborrany censurat del guió. Tot i que està horroritzat perquè pretengui sensacionalitzar la seva història, Charles, Jean i Hester conclouen que Montagu és innocent.
Aleshores, una actualització de Bevan confirma que la campanya de xiuxiueigs de Haselden ha funcionat, i el mateix Adolf Hitler ha ordenat el trasllat de les tropes alemanyes de Sicília a Sardenya. Posteriorment, els aliats envaeixen Sicília amb poc o cap vessament de sang, i Bevan informa a Montagu, Charles, Jean i Hester extasiats que l'operació Carn Picada és oficialment un èxit i que rebran el més alt nivell d'elogi de l'exèrcit britànic ("Did We Do It?"). Mentre l'equip celebra, observen que la moral desafortunada de la seva història és "quan escrius el llibre, estàs fora de joc".
Per contrarestar-ho, relaten un resum de tot el que va passar arran de l'èxit de Mincemeat: la Segona Guerra Mundial la guanyen els Aliats amb l'ajuda de l'exèrcit nord-americà; Ian Fleming passa a crear James Bond; Haselden i el seu ajudant Steve romanen a Espanya; Hester inicia un romanç amb Bevan; Jean mira cap endavant el progrés del feminisme durant i després de la guerra; Montagu finalment fa (i hi actua) la seva pel·lícula sobre l'Operació Carn picada; i Charles passa a fer treballs classificats per a l'MI5. Quan Bevan acaba de relatar els esdeveniments de l'operació als seus superiors, es pregunten qui era realment l'home conegut com Bill Martin; es diu al públic que gràcies als arxius de Montagu, finalment va ser identificat com un jardiner anomenat Glyndwr Michael, i que hi ha una inscripció a Huelva que reconeix que va servir a la Segona Guerra Mundial com a major William Martin ("Finale").

## Història de la producció

### Off-West End (2019–2022)
Una primera versió de l'espectacle es va representar per primera vegada l'any 2019. Des de llavors s'ha representat a Londres al New Diorama Theatre (2019) i Southwark Playhouse (2020, 2021, 2022) i Riverside Studios (2022).

### West End (2023)
El musical va començar les funcions prèvies el 29 de març de 2023 al Fortune Theatre del West End. Originalment programat per tancar després del 9 de juliol de 2023, la producció s'ha ampliat diverses vegades després de rebre crítiques elogioses del públic i la crítica.

### Broadway (2025)
Està previst que l'espectacle es traslladi a Broadway el 2025 amb una durada limitada de 16 setmanes. S'espera que les prèvies comencin el 15 de febrer a The Golden Theatre amb una nit d'obertura oficial programada per al 20 de març. Abans que l'espectacle anunciés la seva transferència a Broadway, l'espectacle va publicar cinc trencaclosques al lloc web de l'espectacle i va col·locar codis QR adjunts. al cartell de l'espectacle per Nova York. Els trencaclosques van constituir un sorteig, pel qual el premi era una de les 50 parelles d'entrades per assistir a l'assaig general de l'espectacle si completes cadascun dels puzles. El gran premi van ser dos vols a Nova York, dues nits en un hotel i dues entrades per a l'actuació de la nit d'estrena de l'espectacle per a dos guanyadors aleatoris. El sorteig va acabar el 30 de setembre de 2024 i els guanyadors es van anunciar l'11 d'octubre. S'espera que el repartiment de Londres original torni a repetir els seus papers.

## Rols i repartiments
Els cinc membres del repartiment principal tenen cadascun papers múltiples, sovint intercanviats de gènere.
| Personatge                                 | Estrena mundial | Off-West End      | West End          |
| Personatge                                 | 2019            | 2020–2022         | 2023              |
| ------------------------------------------ | --------------- | ----------------- | ----------------- |
| Charles Cholmondeley i altres              | David Cumming   | David Cumming     | David Cumming     |
| Jean Leslie i altres                       | Rory Furey-King | Claire-Marie Hall | Claire-Marie Hall |
| Ewen Montagu i altres                      | Natasha Hodgson | Natasha Hodgson   | Natasha Hodgson   |
| Hester Leggatt, Bernard Spilsbury i altres | Jak Malone      | Jak Malone        | Jak Malone        |
| Johnny Bevan, Ian Fleming i altres         | Zoë Roberts     | Zoë Roberts       | Zoë Roberts       |

### Substitucions notables
- Ewen Montagu i altres: Emily Barber[16]

## Números musicals
| Acte I - "Born to Lead" – Montagu & Companyia - "God That's Brilliant" – Companyia - "Dead in the Water" – Cholmondeley - "Dead in the Water (Reprise)" – Cholmondeley† - "All the Ladies" – Jean & Companyia - "The Pitch" – Montagu, Cholmondeley & Jean - "Born to Lead (Reprise)" – Montagu, Cholmondeley & Jean† - "Making a Man" – Companyia - "Love is a Bird" – Cholmondeley & Jean† - "Dear Bill" – Hester - "Sail on, Boys" – Companyia - "Just for Tonight" – Montagu & Companyia | Acte II - "Das Übermensch" – Companyia - "Bevan's Update" – Bevan, Cholmondeley & Montagu - "The Ballad of Willie Watkins" – Willie & Companyia - "Spilsbury Reprise" – Spilsbury & Companyia - "I Call Abort" – Bevan† - "Haselden's Got a Good Feeling" – Haselden & Cholmondeley† - "Useful" – Hester & Jean - "Act as If" – Companyia - "Finale" – Companyia ‡ |

Les claus
- † No inclòs a la gravació del repartiment.
- ‡ A l'enregistrament del repartiment dividit entre els dos temes "Did We Do It?" i "A Glitzy Finale".

### Gravació del repartiment
L'enregistrament original del repartiment del West End per a Operation Mincemeat es va publicar el 12 de maig de 2023, a plataformes de streaming i físicament en CD i vinil. Va ser llançat per Sony Music i produït per Steve Sidwell.

## Recepció crítica
L'espectacle ha rebut un important reconeixement de la crítica. A la seva ressenya de cinc estrelles per The Stage, Tim Bano la va anomenar "Un thriller d'espies brillant, una comèdia brillant i un musical brillant tot en un, és emocionant veure'l arribar al West End". Stefan Kyriazis del Daily Express li va donar cinc estrelles i el va aclamar com un "gran triomf" i "pura perfecció". La producció ha rebut més de 67 crítiques de cinc estrelles, la qual cosa la converteix en l'espectacle més ben valorat de la història del West End.

## Premis i nominacions

### Producció de l'Off-West End
| Any  | Premi                 | Categoria                                           | Nominat                                                   | Resultat  |
| ---- | --------------------- | --------------------------------------------------- | --------------------------------------------------------- | --------- |
| 2023 | The Offies            | Millor Musical                                      | Millor Musical                                            | Guanyador |
| 2022 | Premis West End Wilma | Millor espectacle Off-West End                      | Millor espectacle Off-West End                            | Nominat   |
| 2022 | Premis West End Wilma | Estrella naixent                                    | Jak Malone                                                | Nominat   |
| 2022 | Premis West End Wilma | Millor intèrpret en un espectacle de l'Off-West End | Jak Malone                                                | Nominat   |
| 2019 | Premis Stage Debut    | Millor compositor/lletrista                         | David Cumming, Felix Hagan, Natasha Hodgson i Zoë Roberts | Guanyador |
| 2019 | The Offies            | Millor Nou Musical                                  | Millor Nou Musical                                        | Nominat   |
| 2019 | The Offies            | Millor conjunt                                      | Millor conjunt                                            | Nominat   |
| 2019 | The Offies            | Millor escenografia                                 | Helen Coyston                                             | Nominat   |
| 2019 | The Offies            | Millor director musical                             | Felix Hagan                                               | Nominat   |
| 2019 | The Offies            | Millor disseny de so                                | Dan Balfour                                               | Nominat   |

### Producció del West End
| Any  | Premi                      | Categoria                                      | Nominat                                                                               | Resultat  |
| ---- | -------------------------- | ---------------------------------------------- | ------------------------------------------------------------------------------------- | --------- |
| 2023 | West End Wilma Awards      | Millor espectacle del West End                 | Millor espectacle del West End                                                        | Guanyador |
| 2023 | West End Wilma Awards      | Estrella naixent                               | Jak Malone                                                                            | Guanyador |
| 2023 | West End Wilma Awards      | Millor intèrpret en un espectacle del West End | Natasha Hodgson                                                                       | Nominat   |
| 2023 | West End Wilma Awards      | Millor suplent                                 | Holly Sumpton                                                                         | Guanyador |
| 2024 | Premis WhatsOnStage Awards | Millor Nou Musical                             | Millor Nou Musical                                                                    | Guanyador |
| 2024 | Premis WhatsOnStage Awards | Millor intèrpret en un musical                 | Natasha Hodgson                                                                       | Nominat   |
| 2024 | Premis WhatsOnStage Awards | Millor intèrpret secundari en un musical       | Jak Malone                                                                            | Nominat   |
| 2024 | Premis WhatsOnStage Awards | Millor Disseny Gràfic                          | Bob King Creative                                                                     | Nominat   |
| 2024 | Premis Laurence Olivier    | Millor Nou Musical                             | David Cumming, Felix Hagan, Natasha Hodgson i Zoë Roberts (llibret, música i lletres) | Guanyador |
| 2024 | Premis Laurence Olivier    | Millor actor en un musical                     | David Cumming                                                                         | Nominat   |
| 2024 | Premis Laurence Olivier    | Millor actriu en un musical                    | Natasha Hodgson                                                                       | Nominat   |
| 2024 | Premis Laurence Olivier    | Millor actor secundari en un musical           | Jak Malone                                                                            | Guanyador |
| 2024 | Premis Laurence Olivier    | Millor actriu secundària en un musical         | Zoë Roberts                                                                           | Nominat   |
| 2024 | Premis Laurence Olivier    | Aportació musical destacada                    | Steve Sidwell (Orquestacions), Joe Bunker (direcció musical)                          | Nominat   |

## Investigació històrica
Un grup de fans del musical, coneguts com Mincefluencers, es van inspirar per investigar la vida real del personatge Hester Leggett, ja que se'n coneixia poc d'ella. Van descobrir que el seu cognom s'escrivia Leggatt, i que va treballar per a Osbert Sitwell als anys trenta, per a l'MI5 durant la Segona Guerra Mundial i més tard per al British Council. L'11 de desembre de 2023, es va instal·lar una placa al Fortune Theatre en commemoració d'Hester Leggatt i el seu servei al seu país.

## Llicència
El 4 d'abril de 2024, Concord Theatricals va anunciar que havien aconseguit d'Avalon els drets de llicència secundària exclusiva a tot el món del musical amb un temps de llançament que s'anunciaria més endavant.